# DVA

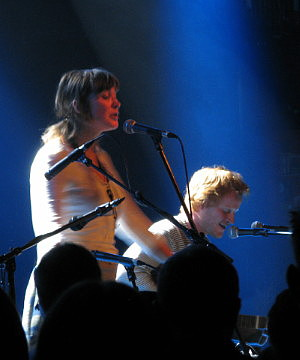
Учасники гурту

DVA (укр. ДВА) — чеський музичний дует, який був створений 2006 року Яном Кратохвілом (Jan Kratochvíl) та Барою Кратохвіловою (Bára Kratochvílová).
Дует надихається музикою концертних залів і цирку, відтворює танго за допомогою бітбокса, оздоблює зворушливий фолк кларнетом. Історії зі свого власного світу вони переповідають мовою, яку знають лише вони двоє. Саме тому їх музика — це «фолк неіснуючих народів».
Через два роки після створення групи DVA набули популярності не лише в Чехії, але й стали відомими за кордоном. DVA випустила свій дебютний альбом «Fonók» у 2008 році, який був номінований на престижну чеську музичну премію Ангел. Один з впливових музичних критиків BBC Чарлі Гіллетт назвав цей дебютний альбом серед найкращих альбомів 2009 року. А їх відео «Nunovó Tangó» отримало перший приз на фестивалі Anifilm.
Свою третю платівку «HU» (2010) дует з успіхом представив з концертами більш ніж у 20 європейських країнах та США.
У 2012 році DVA отримали премію за найкращий саундтрек до відеогри Botanicula.

## Склад
- Jan Kratochvíl — вокал, гітара, семпл, бітбокс
- Bára Kratochvílová — вокал, саксофон, кларнет, гучномовець, дитяче піаніно